# (35253) 1996 AB7
1996 AB7 (asteroide 35253) é um asteroide da cintura principal. Possui uma excentricidade de 0.08953660 e uma inclinação de 10.03865º.
Este asteroide foi descoberto no dia 12 de janeiro de 1996 por Spacewatch em Kitt Peak.